# Segona divisió espanyola de futbol 1934-1935
Resum de l'activitat de la temporada 1934-1935 de la Segona divisió espanyola de futbol.

## Grup I

### Clubs participants
| Club                      | Ciutat     | Estadi           |
| ------------------------- | ---------- | ---------------- |
| Barakaldo FC              | Barakaldo  | Lasesarre        |
| Celta de Vigo             | Vigo       | Balaídos         |
| Deportivo de La Coruña    | La Corunya | Riazor           |
| CD Nacional de Madrid     | Madrid     | El Parral        |
| Racing Ferrol FC          | Ferrol     | Inferniño        |
| Sporting de Gijón         | Gijón      | El Molinón       |
| Stadium Club Avilesino    | Avilés     | Las Arobias      |
| Club Valladolid Deportivo | Valladolid | Sociedad Taurina |

### Classificació
| Pos | Equip                     | PJ | PG | PE | PP | GF | GC | DG  | Pts | Classificació o descens      |
| --- | ------------------------- | -- | -- | -- | -- | -- | -- | --- | --- | ---------------------------- |
| 1   | Celta de Vigo             | 14 | 9  | 2  | 3  | 44 | 21 | +23 | 20  | Promoció d'ascens            |
| 2   | Club Valladolid Deportivo | 14 | 8  | 2  | 4  | 41 | 21 | +20 | 18  | Promoció d'ascens            |
| 3   | Sporting de Gijón         | 14 | 7  | 2  | 5  | 23 | 21 | +2  | 16  |                              |
| 4   | Stadium Avilesino         | 14 | 6  | 2  | 6  | 28 | 38 | −10 | 14  |                              |
| 5   | Nacional de Madrid        | 14 | 6  | 2  | 6  | 25 | 26 | −1  | 14  |                              |
| 6   | Barakaldo FC              | 14 | 5  | 1  | 8  | 22 | 23 | −1  | 11  |                              |
| 7   | Deportivo de La Coruña    | 14 | 3  | 4  | 7  | 14 | 27 | −13 | 10  |                              |
| 8   | Racing Ferrol FC          | 14 | 3  | 3  | 8  | 12 | 32 | −20 | 9   | Descens a categoria regional |

### Resultats
| Casa \ Fora            | BAR | CEL | DEP | NAC | RFE | SPO | STA  | VLL |
| ---------------------- | --- | --- | --- | --- | --- | --- | ---- | --- |
| Barakaldo FC           |     | 2–0 | 3–0 | 1–2 | 4–3 | 2–1 | 9–1  | 0–2 |
| Celta de Vigo          | 1–1 |     | 5–1 | 3–1 | 5–0 | 3–1 | 12–2 | 4–3 |
| Deportivo de La Coruña | 3–0 | 4–2 |     | 4–3 | 0–0 | 0–0 | 1–2  | 0–0 |
| Nacional de Madrid     | 2–0 | 0–2 | 3–0 |     | 3–0 | 2–1 | 1–1  | 4–3 |
| Racing Ferrol FC       | 1–0 | 1–2 | 0–0 | 2–2 |     | 1–0 | 2–1  | 1–2 |
| Sporting de Gijón      | 1–0 | 2–1 | 3–0 | 3–0 | 2–1 |     | 2–1  | 2–2 |
| Stadium Avilesino      | 3–0 | 2–2 | 2–1 | 3–1 | 5–0 | 0–2 |      | 5–0 |
| Valladolid Deportivo   | 3–0 | 1–2 | 4–0 | 4–1 | 4–0 | 8–2 | 5–0  |     |

## Grup II

### Clubs participants
| Club            | Ciutat    | Estadi       |
| --------------- | --------- | ------------ |
| FC Badalona     | Badalona  | Sant Adrià   |
| Girona FC       | Girona    | Vista Alegre |
| CE Júpiter      | Barcelona | Lope de Vega |
| CD Logroño      | Logronyo  | Las Gaunas   |
| CA Osasuna      | Pamplona  | San Juan     |
| CS Sabadell FC  | Sabadell  | Creu Alta    |
| Unión Club Irún | Irun      | Stadium Gal  |
| Zaragoza FC     | Saragossa | Torrero      |

### Classificació
| Pos | Equip           | PJ | PG | PE | PP | GF | GC | DG  | Pts | Classificació o descens      |
| --- | --------------- | -- | -- | -- | -- | -- | -- | --- | --- | ---------------------------- |
| 1   | CA Osasuna      | 12 | 9  | 1  | 2  | 31 | 9  | +22 | 19  | Promoció d'ascens            |
| 2   | CS Sabadell     | 12 | 6  | 3  | 3  | 22 | 22 | 0   | 15  | Promoció d'ascens            |
| 3   | Zaragoza FC     | 12 | 6  | 2  | 4  | 30 | 17 | +13 | 14  |                              |
| 4   | Girona FC       | 12 | 4  | 4  | 4  | 12 | 15 | −3  | 12  |                              |
| 5   | Unión Club Irún | 12 | 2  | 5  | 5  | 19 | 29 | −10 | 9   |                              |
| 6   | FC Badalona     | 12 | 3  | 2  | 7  | 16 | 28 | −12 | 8   |                              |
| 7   | CE Júpiter      | 12 | 1  | 5  | 6  | 12 | 22 | −10 | 7   |                              |
| 8   | CD Logroño      | 3  | 0  | 0  | 3  | 2  | 20 | −18 | 0   | Descens a categoria regional |

### Resultats
| Casa \ Fora     | BAD | GIR | JÚP | LOG | OSA | SAB | UNI | ZAR |
| --------------- | --- | --- | --- | --- | --- | --- | --- | --- |
| FC Badalona     |     | 1–1 | 0–2 |     | 1–3 | 1–3 | 3–1 | 2–1 |
| Girona FC       | 2–1 |     | 2–0 |     | 1–0 | 1–2 | 1–1 | 2–1 |
| CE Júpiter      | 0–3 | 1–1 |     |     | 0–1 | 1–3 | 1–1 | 0–0 |
| CD Logroño      |     |     |     |     |     |     | 1–7 |     |
| CA Osasuna      | 7–0 | 3–1 | 1–1 |     |     | 2–1 | 4–0 | 6–2 |
| CS Sabadell FC  | 1–0 | 0–0 | 2–2 | 8–1 | 0–2 |     | 3–2 | 2–1 |
| Unión Club Irún | 3–3 | 1–0 | 4–2 |     | 0–1 | 5–5 |     | 0–0 |
| Zaragoza FC     | 4–1 | 4–0 | 4–2 | 5–0 | 2–1 | 5–0 | 6–1 |     |

## Grup III

### Clubs participants
| Club               | Ciutat               | Estadi           |
| ------------------ | -------------------- | ---------------- |
| Elx FC             | Elx                  | Altabix          |
| Gimnàstic FC       | València             | Vallejo          |
| Hèrcules CF        | Alacant              | La Viña          |
| Llevant FC         | València             | Hondo del Grao   |
| CD Malacitano      | Màlaga               | Baños del Carmen |
| Murcia FC          | Múrcia               | La Condomina     |
| Recreativo Granada | Granada              | Los Cármenes     |
| Sport La Plana     | Castelló de la Plana | El Sequiol       |

### Classificació
| Pos | Equip              | PJ | PG | PE | PP | GF | GC | DG  | Pts | Classificació o descens      |
| --- | ------------------ | -- | -- | -- | -- | -- | -- | --- | --- | ---------------------------- |
| 1   | Hèrcules FC        | 14 | 10 | 2  | 2  | 32 | 13 | +19 | 22  | Promoció d'ascens            |
| 2   | Murcia FC          | 14 | 7  | 3  | 4  | 28 | 24 | +4  | 17  | Promoció d'ascens            |
| 3   | Llevant FC         | 14 | 5  | 6  | 3  | 27 | 19 | +8  | 16  |                              |
| 4   | Elx FC             | 14 | 5  | 4  | 5  | 22 | 24 | −2  | 14  |                              |
| 5   | CD Malacitano      | 14 | 6  | 2  | 6  | 33 | 27 | +6  | 14  |                              |
| 6   | Gimnàstic FC       | 14 | 6  | 1  | 7  | 23 | 22 | +1  | 13  |                              |
| 7   | Recreativo Granada | 14 | 6  | 1  | 7  | 22 | 22 | 0   | 13  |                              |
| 8   | Sport La Plana     | 14 | 1  | 1  | 12 | 7  | 43 | −36 | 3   | Descens a categoria regional |

### Resultats
| Casa \ Fora        | ELC | GIM | HÉR | LEV | MAL | MUR | REC | PLA |
| ------------------ | --- | --- | --- | --- | --- | --- | --- | --- |
| Elx FC             |     | 1–0 | 2–2 | 2–1 | 4–0 | 1–1 | 0–3 | 3–0 |
| Gimnàstic FC       | 5–2 |     | 0–1 | 0–0 | 6–2 | 4–2 | 0–2 | 4–1 |
| Hèrcules CF        | 2–1 | 1–0 |     | 4–0 | 3–1 | 3–1 | 3–0 | 8–1 |
| Llevant FC         | 2–2 | 5–0 | 3–1 |     | 2–2 | 3–1 | 4–0 | 5–0 |
| CD Malacitano      | 3–1 | 3–0 | 2–3 | 0–0 |     | 5–0 | 3–1 | 5–2 |
| Murcia FC          | 3–0 | 2–0 | 0–0 | 2–2 | 3–2 |     | 4–2 | 4–1 |
| Recreativo Granada | 2–2 | 0–2 | 2–0 | 5–0 | 2–1 | 0–2 |     | 3–0 |
| Sport La Plana     | 0–1 | 0–2 | 0–1 | 0–0 | 0–4 | 1–3 | 1–0 |     |

## Promoció d'ascens

### Classificació
| Pos | Equip                     | PJ | PG | PE | PP | GF | GC | DG  | Pts | Promoció                 |
| --- | ------------------------- | -- | -- | -- | -- | -- | -- | --- | --- | ------------------------ |
| 1   | Hèrcules FC               | 10 | 6  | 2  | 2  | 22 | 9  | +13 | 14  | Ascens a Primera Divisió |
| 2   | CA Osasuna                | 10 | 6  | 1  | 3  | 21 | 13 | +8  | 13  | Ascens a Primera Divisió |
| 3   | Celta de Vigo             | 10 | 6  | 0  | 4  | 19 | 18 | +1  | 12  |                          |
| 4   | Murcia FC                 | 10 | 5  | 1  | 4  | 16 | 15 | +1  | 11  |                          |
| 5   | CS Sabadell FC            | 10 | 4  | 0  | 6  | 15 | 20 | −5  | 8   |                          |
| 6   | Club Valladolid Deportivo | 10 | 1  | 0  | 9  | 11 | 29 | −18 | 2   |                          |

### Resultats
| Casa \ Fora          | CEL | HÉR | MUR | OSA | SAB | VLL |
| -------------------- | --- | --- | --- | --- | --- | --- |
| Celta de Vigo        |     | 2–1 | 2–1 | 3–1 | 6–1 | 4–3 |
| Hèrcules CF          | 1–0 |     | 3–1 | 3–0 | 4–0 | 4–1 |
| Murcia FC            | 3–0 | 0–0 |     | 2–0 | 4–2 | 1–0 |
| CA Osasuna           | 3–0 | 3–3 | 3–0 |     | 2–1 | 6–1 |
| CS Sabadell FC       | 3–0 | 1–0 | 1–2 | 0–2 |     | 5–0 |
| Valladolid Deportivo | 1–2 | 1–3 | 4–2 | 0–1 | 0–1 |     |

## Resultats finals
- Campió: Hèrcules CF.
- Ascens a Primera divisió: Hèrcules CF i CA Osasuna.
- Descens a Segona divisió espanyola de futbol: Reial Societat i Arenas Club.
- Ascens a Segona divisió: CD Mirandilla, Unión Sporting Vigo i Xerez CD.
- Descens a Tercera divisió: Racing de Ferrol, CD Logroño i Sport Club La Plana.